# Осинниковское сельское поселение (Тюменская область)
Осинниковское сельское поселение — муниципальное образование в Уватском районе Тюменской области. До 03 июня 1970 года носил название Буреновского сельского совета.
Административный центр — село Осинник.

## История
В декабре 1919 года был образован Буреновский сельсовет. В начале 1924 года Буреновский сельсовет вошёл в Демьяновский район. 14 января 1925 года вошёл в Уватский район. 1 февраля 1963 года сельссовет вошёл в состав Тобольского района, с 12 января 1965 года вновь вернулся в Уватский район. 03 июня 1970 года был переименован в Осинниковский.

## Состав поселения
В состав сельского поселения входят: 
- деревня Верхний Роман
- деревня Лебаут
- село Осинник
- посёлок Першино.